# 多田謡子反権力人権賞
多田謡子反権力人権賞（ただようこはんけんりょくじんけんしょう）は、29歳で死亡した弁護士多田謡子を記念して、多田の遺産をもとに1989年に創設された。毎年、自由と人権を擁護するために活動しているとされる個人または団体に贈られる。同賞では、多田が死亡した12月に、授賞式・記念講演会・交流パーティを開催している。

## 主な受賞者・団体
- 知花昌一
- 高木仁三郎
- ウトロを守る会
- 辛淑玉
- 石川一雄
- 田中哲朗
- 根津公子
- 救援連絡センター
- 増田都子
- 安田好弘
- 宋神道
- 徐勝
- 松沢弘
- 宮城秋乃[1][2]
- 山城博治
- 小田原紀雄